# Griče, Beljak
Griče (nemško Gritschach) je naselje Statutarnega mesta Beljak na Koroškem v Avstriji.